# 安岡喜郎
安岡 喜郎（やすおか よしろう）は、日本のテレビプロデューサー、ラジオディレクター。バップ代表取締役社長（日本テレビ社長室出向局次長現職出向）。
日本テレビでチーフプロデューサー、業務部長、編成局次長、日テレアックスオン専務取締役を歴任した。

## 来歴・人物
- 広島県出身。早稲田大学卒業[要出典]。
- 1983年ニッポン放送に入社。 1994年まで在籍し、「オールナイトニッポン」のディレクターとして伊集院光を育て上げ、「伊集院光」という芸名も安岡が名付けた[1]。『伊集院光のオールナイトニッポン』では、伊集院とともに架空のアイドル・芳賀ゆいの仕掛け人ともなった。またニッポン放送時代は「鬼ディレクター」として恐れられ、伊集院自身も三遊亭楽太郎（後の6代目三遊亭円楽）に次いで彼を頭の上がらない人の一人として挙げている。また伊集院がTBSに移った後にしばらく経って自宅の電話権を調べた際、誰の名義かわからず最終的には安岡の縁者だったことが判明した。2021年6月に行われた三遊亭円楽・伊集院光二人会には、祝花を贈るなど未だに親交が続いている。
- 他に同じアイドルものとしては、『ウッチャンナンチャンのオールナイトニッポン』において『マセキ里穂』『長女隊』などの期間限定アイドルを企画し、送り出した。
- 『寺内壮（寺内たけし）のオールナイトニッポン』（1987年10月から約1年間、火曜2部）でもキューを振っていた（伊集院はこの番組にも出演）。この番組では寺内に『私が寺内たけしです』という大きな看板を街中で持たせていたが、これは安岡の発案だった[2]。
- 『デーモン小暮のオールナイトニッポン』のディレクター時代には『ダダダダ大徹』で知られる、南野陽子の一言から作った『大徹ラップ』を製作している。
- 1996年に日本テレビに転職。当時の編成局制作部に配属となり、吉川圭三の下で『特命リサーチ200X』や『世界まる見え!テレビ特捜部』などを手がけた。
- 2004年6月にチーフプロデューサーに昇格。桜田和之から番組を引き継ぎ『ダウンタウンのガキの使いやあらへんで!!』や『踊る!さんま御殿!!』などを担当。2006年7月には制作現場からはずれて制作局業務部長になったが、2007年7月1日制作局（旧バラエティー局）CPに復帰。吉川圭三の人事異動により、吉川の番組を引き継いだ。
- 以来、制作局業務部長時代の1年間を除いてバラエティ番組制作一筋で活躍。2013年頃からは制作局次長を兼務し、日テレのバラエティ番組制作の現場を陰で支えてきた。
- 2015年6月1日付で、編成局次長兼アナウンスセンター長に就任。担当していた番組を糸井聖一、伊東修らに引き継ぎ制作現場を離れる。
- 糸井や伊東の他、後にチーフプロデューサーに昇格して安岡の担当番組を引き継いだ中村英明、面高直子、加藤幸二郎、森實陽三、遠藤正累ら日テレのバラエティ番組の担当プロデューサー・ディレクターを数多く育成した実績も残した。特に加藤幸二郎は安岡と仕事を共にした期間が一番長く、さらにはチーフプロデューサーに昇格後は安岡が担当していた番組を一番多く引き継いだ。安岡が制作現場を離れたと同時期に、加藤も制作現場から外され制作局長代理となり重責を勤め上げ、その後日テレのグループ会社の社長に抜擢されている。
- 2016年6月1日付で、社長室出向局次長として現職出向、日テレアックスオン専務取締役に就任。
- 2018年6月6日付で、バップ代表取締役社長に就任。

## 担当していた番組
- 特命リサーチ200X
- 嗚呼!バラ色の珍生!!
- 24時間テレビ 「愛は地球を救う」（2003年プロデューサー）
- ダウンタウンのガキの使いやあらへんで!!
- 踊る!さんま御殿!!
- 摩訶!ジョーシキの穴
- ぐるぐるナインティナイン
- ナイナイサイズ!
- ジュブナイル
- ワールド☆レコーズ
- Dの嵐!
- THEスペシャル!「さんま・所の乱れ咲き!!花の芸能界オシャベリの殿堂」
- 世界の決定的瞬間!!仰天㊙禁断映像最強版地獄からの大救出スペシャル
- 平成あっぱれ開運祭!!チョー縁起いいTV!
- 松本人志・中居正広VS日本テレビ
- 驚き!謎マネー100連発・世間を騒がすアノ値段一挙公開スペシャル
- ビンゴクイズ25
- @サプリッ!
- テレつく!
- TVおじゃマンボウ
- くりぃむしちゅーのたりらリラ〜ン
- クイズ発見バラエティー イッテQ!
- Gの嵐!
- たべごろマンマ!
- 極上!腹ぺこ旅レシピ
- ツボ屋与兵衛
- いつみても波瀾万丈
- ミラクル☆シェイプ
- YOUたち!
- 爆笑100分テレビ!平成ファミリーズ
- ささるぅ
- 脳天イライラクイズ
- 世界まる見え!テレビ特捜部
- オジサンズ11
- 笑殿
- 時空間☆世代バトル 昭和×平成 SHOWはHey! Say!
- あらすじで楽しむ世界名作劇場
- 未知の世界を撮りたい 驚き(秘)映像ハンター!ドリームビジョン
- 爆笑スタイルチェンジ
- ナイナイメモリー
- 日テレ開局55周年記念番組
  - 明石家さんまに聞きたかったのはそういうコトだったのねスペシャル
  - タモリ教授のハテナの殿堂?
  - ビートたけしの今まで見たことないテレビ
- アイドル☆リーグ!
- アイドルの穴〜日テレジェニックを探せ!〜
  - アイドルの穴2010〜日テレジェニックを探せ!〜
- 日テレジェニックの穴
- ショコラ
- ショーバト!
- シアワセ結婚相談所
- 24時間テレビ33「愛は地球を救う」ありがとう〜今、あの人に伝えたい〜（2010年8月28・29日放送、チーフプロデューサー）
- 進撃!ポニャール船長（2010年10月6日放送）
- イメ×ドキ
- ギブアップ嬢
- アイドルちん
- なるほど!ハイスクール
- 1億人の大質問!?笑ってコラえて!
- 地球の最先端をスクープ!SCOOPER
- スピード査定バラエティ カラクリマネー
- さんま&SMAP!美女と野獣のクリスマススペシャル（2011年 - 2013年）
- 明晰!探偵ゼミナール（2012年3月27日放送）
- ここ掘れ!ワンワン!
- 世界の果てまでイッテQ!
- 満天☆青空レストラン
- のどじまん ザ!ワールド（2012年7月15日 - 2014年3月22日）
- そこまでやるかマン 世界最強の勇者たち（2012年9月22日・2013年3月30日放送）
- ザ・追跡スクープ劇場（2012年9月25日放送）
- NexT
- 中井正広のブラックバラエティ
- 日本一テレビ 全日本歌唱力選手権 歌唱王（2013年12月9日放送）
- 関わりムーブメント!くらしのドラマ（2014年4月13日放送）
- ミヤブレ!ジョーカー（2014年5月25日放送）
- 歴智小五郎（2014年6月放送）
- ヒルナンデス!
- ナカイの窓
- 有吉ゼミ
- NOGIBINGO!3
- SKE48 エビカルチョ!
- 未来シアター
- ウーマン・オン・ザ・プラネット
- HaKaTa百貨店3号館
- NOGIBINGO!4
- 解決!ナイナイアンサー
- AKBINGO!
- あのニュースで得する人損する人
- なんでもワールドランキング ネプ&イモトの世界番付
- アナザースカイ
- メレンゲの気持ち
- 世界一受けたい授業
- 笑点
- スクール革命!
- AKB48 旅少女
- ヨロシクご検討ください（第2回、2014年12月）
- 耳が痛いテレビ（第3回、2015年3月）
- 沸騰ワード10（第5回まで、2014年4月 - 2015年3月）
- 好きになった人（第12回、2015年3月）

### ニッポン放送時代
- ビートたけしのオールナイトニッポン
- デーモン小暮のオールナイトニッポン
- 寺内たけしのオールナイトニッポン
- ウッチャンナンチャンのオールナイトニッポン
- 伊集院光のオールナイトニッポン
- 伊集院光のOh!デカナイト
- キャイ〜ン天野ひろゆきのMEGAうま!ラジオバーガー!!
- 加藤いづみのオールナイトニッポン